# 苏瓦瓦
苏瓦瓦（Suwawa）也叫图瓦瓦（Tuwawa）是印度尼西亚哥伦打洛省的一个城镇，是波尼波朗戈县的县治所在，位于苏拉威西岛米纳哈萨半岛中部，西距省首府哥伦打洛10公里，是哥伦打洛的一个卫星城镇。2010年统计，苏瓦瓦所在的苏瓦瓦区（Kecamatan Tilamuta）共有10,688人。

## 资料来源
1. ↑  Biro Pusat Statistik, Jakarta, 2011.